# Surry, Virginia
Surry är administrativ huvudort i Surry County i Virginia. Vid 2010 års folkräkning hade Surry 244 invånare.